# Cassio (nome)
Cassio  è un nome proprio di persona italiano maschile.

## Varianti
- Femminili: Cassia[1][2][4]

### Varianti in altre lingue
- Basco: Kasi[5]
- Catalano: Cassi[5], Cássius[5]
  - Femminili: Cássia[5]
- Croato: Kasije
- Inglese: Cassius[6]
  - Femminili: Kassia[6]
- Latino: Cassius[1][4][5][6]
  - Femminili: Cassia[1][6]
- Lituano: Kasijus
- Polacco: Kasjusz
  - Femminili: Kasja
- Portoghese: Cássio
  - Femminili: Cássia
- Russo: Кассий (Kassij)
- Serbo: Касије (Kasije)
- Spagnolo: Casio[5]
  - Femminili: Casia[5]
- Ucraino: Кассій (Kassij)

## Origine e diffusione
Deriva dal gentilizio latino Cassius (nome tipico della gens Cassia, da cui prende il nome la Via Cassia), d'epoca repubblicana, usato in età imperiale anche da plebei, schiavi e liberti. Risale ad un antico praenomen, Cassus, di origine dubbia: potrebbe essere basato sui termini latino cassus ("vuoto", "vano") oppure cassis ("elmo [metallico]"), anche se non sono escluse origini etrusche ormai indecifrabili. Il nome Cassiano è un suo derivato in forma patronimica.
Nome di matrice sia cristiana, sia classica, venne portato, oltre che da un buon numero di santi, anche da diversi di personaggi della storia romana, fra cui lo storico Cassio Dione; a dargli particolare notorietà (nonché un carattere ideologico di rifiuto della tirannia) è stato però Gaio Cassio Longino, uno dei cesaricidi, che riveste un ruolo importante anche nel Giulio Cesare di Shakespeare.
In Italia è diffuso principalmente al Nord e al Centro

## Onomastico
L'onomastico si può festeggiare in memoria di più santi, alle date seguenti:
- 6 febbraio, san Cassio, martire in Alvernia[8]
- 15 maggio, san Cassio, martire a Clermont con san Vittorino sotto Croco[8][9]
- 29 giugno, san Cassio, vescovo di Narni[4][8][9]
- 20 luglio, santa Cassia, martire a Damasco con altri compagni[4][8]
- 20 luglio, san Cassio, martire a Corinto[8]
- 7 agosto, san Cassio, soldato romano, martire a Como sotto Massimiano[4][8]
- 10 ottobre, san Cassio, soldati (secondo alcuni acconti) della Legione Tebea, martire con san Fiorenzo a Bonn[5][8][9]

## Persone
- Cassio Morosetti, fumettista italiano

### Antichi romani e greci
- Cassio Cherea, politico romano
- Cassio Dione, senatore e politico romano
- Cassio Dione Cocceiano, storico e senatore romano
- Cassio Dionisio, scrittore greco antico
- Cassio Felice, medico romano
- Cassio Longino, retore e filosofo greco antico
- Gaio Cassio Longino, politico romano

### Variante Cássio
- Cássio Albuquerque dos Anjos, calciatore brasiliano
- Cássio Alves de Barros, calciatore brasiliano
- Cássio José de Abreu Oliveira, calciatore brasiliano
- Cássio de Souza Soares, calciatore brasiliano
- Cássio Motta, tennista brasiliano
- Cássio Ramos, calciatore brasiliano
- Cássio Vargas Barbosa, calciatore brasiliano
- Cássio Horta Magalhães, calciatore brasiliano

### Variante Cassius
- Cassius Marcellus Clay Jr., nome alla nascita di Muhammad Ali, pugile statunitense.
- Cassius Marcellus Coolidge, pittore statunitense
- Cassius Duran, tuffatore brasiliano
- Cassius Jackson Keyser, matematico statunitense

### Varianti femminili
- Kassia, badessa, poetessa e compositrice bizantina
- Cássia Eller, cantante e compositrice brasiliana

## Il nome nelle arti
- Cassio, personaggio della tragedia Otello di William Shakespeare.
- Cassio è l'antagonista del film del 2012 Gladiatori di Roma.
- Cassio Tagge è un personaggio della saga di Guerre stellari.
- Cassia è un personaggio del film del 2014 Pompeii.